# Canadá en los Juegos Olímpicos de Río de Janeiro 2016
Canadá estuvo representado en los Juegos Olímpicos de Río de Janeiro 2016 por un total de 314 deportistas que compitieron en 27 deportes. Responsable del equipo olímpico es el Comité Olímpico Canadiense, así como las federaciones deportivas nacionales de cada deporte con participación.
La portadora de la bandera en la ceremonia de apertura fue la gimnasta de trampolín Rosie MacLennan.

## Medallistas
El equipo olímpico de Canadá obtuvo las siguientes medallas:
| Nombre                                                                 | Deporte               | Competición                 |
| ---------------------------------------------------------------------- | --------------------- | --------------------------- |
| Oro                                                                    |                       |                             |
| Derek Drouin                                                           | Atletismo             | Salto de altura M           |
| Rosannagh MacLennan                                                    | Gimnasia en trampolín | Individual F                |
| Erica Wiebe                                                            | Lucha libre           | 75 kg F                     |
| Penelope Oleksiak                                                      | Natación              | 100 m libre F               |
| Plata                                                                  |                       |                             |
| Andre De Grasse                                                        | Atletismo             | 200 m M                     |
| Penelope Oleksiak                                                      | Natación              | 100 m mariposa F            |
| Lindsay Jennerich Patricia Obee                                        | Remo                  | Doble scull ligero (LW2X) F |
| Bronce                                                                 |                       |                             |
| Brianne Theisen Eaton                                                  | Atletismo             | Heptatlón F                 |
| Andre De Grasse                                                        | Atletismo             | 100 m M                     |
| Damian Warner                                                          | Atletismo             | Decatlón M                  |
| Akeem Haynes Aaron Brown Brendon Rodney Andre De Grasse                | Atletismo             | 4 × 100 m M                 |
| Catharine Pendrel                                                      | Ciclismo de montaña   | Campo a través F            |
| Allison Beveridge Jasmin Glaesser Kirsti Lay Georgia Simmerling        | Ciclismo en pista     | Persecución por eqs. F      |
| Equipo                                                                 | Fútbol                | Torneo F                    |
| Eric Lamaze (Fine Lady 5)                                              | Hípica                | Saltos ind.                 |
| Hilary Caldwell                                                        | Natación              | 200 m espalda F             |
| Kylie Masse                                                            | Natación              | 100 m espalda F             |
| Sandrine Mainville Chantal Van Landeghem Taylor Ruck Penelope Oleksiak | Natación              | 4 × 100 m libre F           |
| Katerine Savard Taylor Ruck Brittany MacLean Penelope Oleksiak         | Natación              | 4 × 200 m libre F           |
| Equipo                                                                 | Rugby 7               | Torneo F                    |
| Meaghan Benfeito                                                       | Saltos                | Plataforma 10 m F           |
| Meaghan Benfeito Roseline Filion                                       | Saltos                | Plataforma 10 m sincro. F   |